# Central University College
Die Central University College (CUC) in Accra ist ein University College, das der University of Cape Coast angeschlossen ist. Die CUC ist eine christliche Universität, die auf Betreiben der International Central Gospel Church (IUGC) gegründet wurde. Diese Universität ist auf die Ortsteile Dansoman, Dawhenya und Mataheko von Accra aufgeteilt.

## Geschichte
Die CUC entstand zunächst im Jahr 1988 als Ausbildungszentrum für Pastoren der International Central Golpel Church. Im Juni 1991 wurde es unter dem Namen Central Bible College weitergeführt und im Jahr 1993 in Central Christian College umbenannt. Mit der Zulassung im Jahr 1997 als University College wurde die Bildungsstätte erneut umbenannt in Central University College.

## Fakultäten
In der SUS sind vier Fakultäten und ein Zentrum für Studien der Pfingstkirche eingerichtet worden.
In der Fakultät für Theologie und Missionierung, der ältesten Einrichtung der Universität, werden bereits seit 1988 im damaligen Institut für Pastorale Ausbildung Kurse angeboten. Diese Fakultät liegt auf dem Mataheko Kampus. Hier sind die Abteilungen für biblischen und theologische Studien, historische Theologie und praktische Theologie angeschlossen.
Die Fakultät für Betriebswirtschaftslehre (eng. school of Business Management and Administration) wurde im Jahr 1997 gegründet. Hier sind die Abteilungen Buchführung/Finanzen, Management, Sozialwissenschaften, Informationstechnologie und moderne Sprachen angegliedert.
Die Fakultät für angewandte Naturwissenschaften liegt auf dem Cawhenya Kampus. Hier sind die Abteilungen für Architektur, Ingenieurwissenschaften, Naturwissenschaften, Pflege (engl. Nursind Studies und Practice), Pharmazeutik und die Abteilung für die Ausbildung physikalische technischer Assistenten angeschlossen.
Die Fakultät für Kunst und Sozialwissenschaften ist die jüngste der Fakultäten an der CUC. Sie liegt auf dem Dawhenya Kampus und wurde im Oktober 2006 gegründet. Hier sind die Abteilungen für Kommunikation sowie Umwelt und Entwicklungsstudien gebildet worden.
Ferner wurde das Zentrum für Studien der Pfingstkirche  eröffnet worden.